# Ferula pallida
Ferula pallida är en flockblommig växtart som beskrevs av Jevgenij Korovin. Ferula pallida ingår i släktet stinkflokesläktet, och familjen flockblommiga växter. Inga underarter finns listade i Catalogue of Life.